# 10・2抗命波動
10・2抗命波動（10・2 こうめい はどう、朝: 10・2 항명 파동）は、1971年10月に野党・新民党が国会へ提出した呉致成内務部長官解任動議案が、与党・民主共和党（以下共和党）の一部議員が造反してことで可決されたことをきっかけに共和党幹部が粛清された事件。共和党内の派閥抗争に関連した事件の一つである。

## 概要
1971年9月30日、最大野党の新民党は物価高騰や実尾島特務班反乱事件・司法波動・広州大団地事件など相次いで発生した事態に対する一連の責任を追及するために、金鶴烈（김학열 キム・ハギョル）経済企画院（現企画財政部）長官、呉致成（오치성 オ・チソン）内務部（現行政安全部）長官、申稙秀（신직수 シン・ジクス）法務部長官の解任動議を国会に発議した。これに対し与党・共和党は朴正熙大統領から解任同議案否決の指示を受けて統一行動をとることを確認した。しかし、金鍾泌を中心とする主流派に不満を頂いていた金成坤、吉在号などの非主流派議員は、10月2日に行われた第78回国会第19次本会議において行われた解任動議案の採決投票に際し、主流派に属していた呉致成内務部長官への解任動議案に賛成票を投じ、動議案は可決されてしまった。
呉致成国務委員解任決議表決結果
賛成：107票
反対：90票
無効：6票
1969年4月8日に権五柄文教部（現教育科学技術部）長官に対する解任動議案が、共和党議員の造反で可決された党規違反事件（4・8抗命事件）に続くこの事態を、重大な党規違反とみなした共和党幹部によって、党内に粛清の嵐が巻き起こった。解任動議に賛成票を投じた議員達は、憲法第41条（當時）の議員免責特権を無視する形で韓国中央情報部（KCIA）に連行され暴行を受けた上、リーダーの金成坤と吉在号両議員が「任意脱党」という形で共和党を離党し、議員辞職させられた。また、金昌槿・文昌鐸・康誠元議員らも、党の意向に背いたことで半年間の党員資格停止処分、決議案可決で解任された呉致成内務部長官にも対しても同様に半年間の党員資格停止処分を受けた。共和党の総裁（党首）でもある朴大統領は、議員らへの処分に引き続いて党要職人事も大々的に改編した。その結果、選挙後の党運営を担ってきた白南檍（議長）、吉在号（政策委員会議長）、金成坤（中央委員長）、金振晩（党務委員）による「4人体制」 は崩壊し、以後の共和党は朴正熙の意向が強く反映されるようになっていった。